# NDIX
NDIX (Nederlands-Duitse Internet Exchange) is een internetknooppunt in Nederland en Duitsland. NDIX fungeert als marktplaats voor diensten, internet exchange en als koppelvlak. De eerste PoP van NDIX werd in 2001 gevestigd in het Enschedese datacenter van Virtu Secure Webservices (tegenwoordig Equinix). NDIX levert organisaties en instellingen aansluitingen op haar digitale marktplaats, vaak in combinatie met een glasvezelverbinding. Via een NDIX-aansluiting kunnen de klanten ICT-diensten inkopen op de marktplaats. Infrastructuur en diensten zijn gescheiden, waardoor klanten vrije keuze hebben uit alle aangesloten dienstaanbieders.

## Geschiedenis
NDIX is in 2001 als internet exchange opgericht met als aandeelhouders Oost NV (toen OOM NV) en Universiteit Twente om snelle internettoegang beschikbaar te maken voor bedrijven in Enschede. In 2003 is de verbinding naar Münster in Duitsland in gebruik genomen, waarbij Stadtwerke Münster de derde aandeelhouder werd. In de jaren daarop is NDIX zich meer gaan richten op het ontwikkelen van een open, grensoverschrijdende digitale marktplaats waar vraag en aanbod van ICT-diensten samenkomen. 

## Locaties
NDIX is actief in geheel Nederland en de Duitse deelstaten Noordrijn-Westfalen en Nedersaksen, waar 85 opstappunten of PoP's het NDIX-netwerk vormen.

## Functionele specificaties netwerk
Delay: ≤ 5 ms (roundtrip), jitter: ≤ 2 ms, packetloss: ≤ 0,01%, maximale MTU size: 9100 octets.